# 汪興禕
汪興禕號冕齋，為中國清朝官員，安徽人。
汪興禕於1886年（光緒12年）接替張景祈，於台灣台北地區擔任台灣府淡水縣知縣一職，是大台北地區的地方父母官。本因前往接任澎湖通判的他因中法戰爭戰亂，改署理該職。